# Distretto di Čandman'-Ôndôr
Il distretto di Čandman'-Ôndôr è uno dei ventitré distretti (sum) in cui è suddivisa la provincia del Hôvsgôl, in Mongolia. Conta una popolazione di 3.006 abitanti (censimento 2009).